# افشین علا
افشین علا (زادهٔ ۴ فروردین ۱۳۴۸ در شهرستان نور) شاعر و نویسنده ایرانی است.

## زندگی
افشین علا در چهارم فروردین ۱۳۴۸ در شهرستان نور متولد شد. او از کودکی شعر می‌سرود و اولین مشوق او پرویندخت ملک محمدی نوری؛ مادرش بود که شغل آموزگاری داشت و طبع شعر و صدایی خوش داشت. در نوجوانی تحت تأثیر محمود کیانوش، شعر کودک و نوجوان را به عنوان حیطهٔ اصلی کار خود برگزید و بعدها با آشنایی با چهره‌هایی چون قیصر امین پور و بیوک ملکی به فعالیت حرفه‌ای در این زمینه پرداخت. اکثر تالیفات او در زمینه شعر خردسال، کودک و نوجوان است.
وی دیپلم فرهنگ و ادب را در سال ۱۳۶۶ در زادگاهش کسب کرد و در همین سال وارد دانشکدهٔ حقوق و علوم سیاسی دانشگاه تهران شد. هم‌زمان با تحصیل با مجلاتِ کیهان بچه‌ها و سروش نوجوان همکاری می‌کرد. بعد از تحصیل نیز، ادبیات کودک و کار در مطبوعات را برگزید. در راه‌اندازیِ روزنامه آفتابگردان (اولین روزنامه کودکان ایران) با فریدون عموزاده خلیلی شرکت فعال داشت. او تا سال ۱۳۹۴ عضو هیئت مدیره انجمن شاعران ایران بود.
وی در قالب‌های نیمایی و به ویژه غزل نیز تجربه‌های فراوانی دارد، سیمین بهبهانی در یادداشتی او را با شهریار مقایسه کرده‌است. او از سال ۱۳۶۶ تا کنون در عرصهٔ ادبیات و مطبوعات فعال بوده و در سال‌های پس از انتخابات ۱۳۸۸ فعالیت‌های سیاسی را نیز آغاز کرده‌است. وی در سال ۱۳۹۲ جزو فهرست اصلاح طلبان در انتخابات شورای اسلامی شهر تهران بود و هم‌اکنون عضو علی‌البدل این شورا می‌باشد.
او در دوره وزارت علی جنتی(۱۳۹۵–۱۳۹۲) از اعضای هیئت نظارت و سانسور پیش از چاپ کتب کودک و نوجوان بوده‌است. 
همچنین در سال ۱۳۹۴ جزو لیست امید در انتخابات مجلس حوزه تهران بود؛ و به عنوان کاندیدای مشترک اصلاح طلبان و اعتدالیون ثبت نام کرده بود که در نهایت به دلیل «عدم التزام عملی به اسلام و ولایت فقیه» رد صلاحیت شد.
وی در دی ۱۳۹۴ نامه ای تحت عنوان: «اصحاب فرهنگ و هنر دغدغه سلامت میرحسین و همسر فرهیخته‌اش را دارند» به وزیر بهداشت نوشت و از او خواست تا پیگیر وضعیت سلامتی میرحسین موسوی باشد.
او خود را شاعری سیاسی و اجتماعی می‌داند.
تیتراژ پایانی سریال نوروزی «شش قهرمان و نصفی» با شعر «افشین علاء»، صدای «ابوالحسن خوشرو» و موسیقی «محمدمهدی گورنگی» در فروردین ۱۳۹۸ از شبکه تهران پخش شد.

## سوابق کاری
- عضویت در تحریریه نشریات کیهان بچه‌ها، سروش نوجوان، آفتابگردان، گنبد کبود، صدف و دوست[۱۴][۱۵]
- سردبیری روزنامه گنبد کبود (برای کودکان)[۱۶][۱۷]
- سردبیری مجله صدف (برای ایرانیان خارج از کشور)[۱۸]
- سردبیری برنامه‌های خردسال کودک، نوجوان و شب بخیر کوچولو در رادیو[۱۹]
- مدیریت طرح و برنامه رادیو فرهنگ[۲۰]
- ریاست فرهنگسرای کودک[۲۱]
- عضویت در شورای عالی شعر واحد موسیقی صدا و سیما
- عضو هیئت مدیره انجمن شاعران ایران[۲۲][۲۳]-[۲۴]
- عضو علی‌البدل شورای شهر تهران[۲۵]
- عضویت در هیئت امنای خانه فرهنگ خاتمی از سال ۱۳۹۵[۲۶]
- عضویت در هیئت داوران جشنواره شعر و سرود کیش ۱۳۹۷[۲۷]

## جوایز و افتخارات
- شاعر برگزیده حوزه شعر نوجوان در اولین جشنواره شعر فجر[۳۱]
- صاحب رتبه در جشنواره‌های کتاب کانون پرورش فکری کودکان و نوجوانان، جایزه کتاب سال سروش نوجوان، جایزه اشعار عاشورایی و…[۳۲]
- مراسم نکوداشت «افشین علا» ۱۳ مردادماه ۱۳۸۹ برگزار شد[۳۳]

## شعرهای سیاسی و اجتماعی
وی در موردِ شعرهای سیاسیِ خود می‌گوید:
«هم برای رشادت قاسم سلیمانی و شجاعت نصرالله شعر می‌گویم و هم برای مرگ مظلومانه هاله سحابی قامت خمیده بهزاد نبوی، شجاعت علی مطهری و شعر سیمین بهبهانی
مرا چه باک اگر بگویند که هم ادعای تبعیت از رهبری انقلاب دارد و هم دل در گرو مهر سید بزرگواری چون خاتمی؟
من شاعری سیاسی و اجتماعی ام و برای بسیار کسان شعر می‌گویم کاری که آمنه بهرامی با ضارب اسید پاش خود کرد، برای من مضمون ناب شاعرانه است. تقاضای عفو برای ریحانه جباری که تا پای چوبه دار حاضر نشد از ادعای خودش دست بردار، جوهر مضمون شعر من است.»
او در پاسخ به اردوغان در آذر ۱۳۹۹ غزلی با نام «ارس ز هر دو طرف زیر گام شیران است» سرود که در بخشی از آن آمده ا ست:
| کنون هم از هوس ساحل ارس بگذر      |  | گمان مبر دل ایران زمین کنام تو شد  |
| دوام عزت این خطه از ولای علی است  |  | اگر که کافه و می، پایهٔ دوام تو شد  |
| نه تُرک گنجه و باکو نه تُرک ایرانی  |  | نه قوم کُرد هماهنگ با مرام تو شد    |
| نه غرب با تو وفا می‌کند نه اسراییل |  | نه داعشی که به دستور او غلام تو شد |